# Jan Maria Vianney

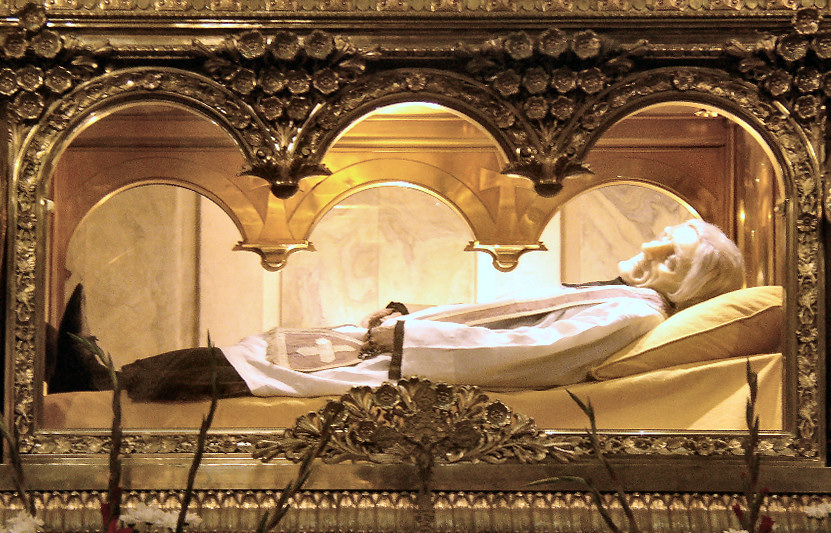
Ciało św. Jana Marii

Jan Chrzciciel Maria Vianney (fr. Jean Baptiste Marie Vianney), znany też jako proboszcz z Ars (ur. 8 maja 1786 w Dardilly koło Lyonu, zm. 4 sierpnia 1859 w Ars) – francuski ksiądz, tercjarz franciszkański, święty katolicki. Od 1905 roku jest patronem kapłanów Francji. Od 1929 patron proboszczów katolickich.

## Życiorys

### Dzieciństwo i młodość
Jan Maria Vianney urodził się 8 maja 1786 r. w Dardilly koło Lyonu (Francja) jako czwarte z sześciorga dzieci Mateusza Vianney’go i Marii Beluze – chłopów posiadających 12-hektarowe gospodarstwo i winnicę. Miał starszą siostrę Katarzynę, starszego brata Franciszka. Z młodszego rodzeństwa Małgorzatę oraz Franciszka Ksawerego. Siostra Joanna Maria, która urodziła się jako druga, zmarła w wieku pięciu lat.
Jego rodzice byli gorliwymi katolikami, a ich dom słynął z gościnności dla ubogich. Dziadek Jana – Piotr Vianney gościł w nim m.in. świętego żebraka Benedykta Labre. Sam Jan już jako dziecko odznaczał się dużą pobożnością, w czym prześcigał swoje również religijne rodzeństwo.
Trzy lata po jego urodzeniu wybuchła we Francji rewolucja, w czasie której Kościół podlegał ostrym prześladowaniom. W jej trakcie niszczono kościoły, zwalano posągi świętych oraz przydrożne krzyże, likwidowano klasztory i przykościelne szkoły. Wielu duchownych poniosło wtedy śmierć. Nowe władze zmuszały księży do składania przysięgi na Konstytucję Cywilną Kleru, która oznaczała faktyczne zerwanie z Kościołem Katolickim. Książa, którzy odmówili złożenia przysięgi ryzykowali życie. Proboszcz Dardilly, Jakub Rey, który początkowo złożył przysięgę, ale po dekrecie papieskim, tego zakazującym, ją odwołał, musiał się ukrywać w obawie o życie. Przez jakiś czas w Dardilly działał nowy proboszcz mianowany przez władze. Potem decyzją władz kościół został zamknięty.
W tym okresie ukrywający się w okolicy kapłani często odwiedzali dom rodziny Vianneyów. Niekiedy odprawiali tam potajemnie mszę świętą i udzielali sakramentów. Było to ryzykowne zarówno dla nich, jak i dla rodziny Vianneyów, gdyż zgodnie z obowiązującym prawem: kapłan, odmawiający złożenia przysięgi miał zostać aresztowany i stracony na gilotynie w ciągu doby. Z kolei osoba udzielająca mu schronienia miała zostać zesłana do Gujany. Niemniej jednak rodzina Vianneyów podjęła to ryzyko.
W 1793 roku doszło do krwawych walk w Lyonie, a wojska rewolucyjne często przechodziły przez wieś. Dodatkowo wzmagał się terror, wiele tysięcy ludzi straciło życie na gilotynie.
W tych warunkach młody Jan dorastał. Od siódmego roku życia pomagał rodzicom w pracach polowych. W tym też okresie jego ulubioną zabawą były procesje religijne. Wtedy też zwierzył się jednej z koleżanek, że chciałby zostać księdzem.
Szkoła parafialna w Dardilly została zamknięta decyzją władz. Nowa została utworzona dopiero w 1795 przez obywatela Dumasa. Jan uczęszczał do niej w czasie wolnym od prac polowych, odznaczając się dobrym zachowaniem i pilnością. Pierwszą Komunię Świętą przyjął potajemnie, w szopie. Sakrament otrzymał z rąk księdza Karola Balleya (Charles Balley), który wcześniej odprawił dla dzieci potajemne rekolekcje. Ksiądz ten w przyszłości odegrał duża rolę w drodze wiodącej Jana do kapłaństwa.

### Droga do kapłaństwa
W listopadzie 1799 roku Napoleon Bonaparte przejął władzę we Francji. Położył kres wojnom domowym i prześladowaniu Kościoła. 16 lipca 1801 roku podpisał konkordat z papieżem, przywracający swobodę kultu religijnego. Kościoły zamknięte w czasie rewolucji zostały otwarte, a wygnani księża (w tym Jakub Rey) z wolna wracali do swoich parafii.
W tym czasie młody Jan Vianney podjął decyzję o zostaniu księdzem. Pomysł ten spotkał się z akceptacją ze strony matki, jednak ojciec kategorycznie się temu sprzeciwił. Uważał za niepoważne płacenie za edukację dorosłego syna przy innych wydatkach, takich jak wykupienie jego brata Franciszka od służby wojskowej, czy posag dla jego siostry Katarzyny. Dodatkowo był niechętny rezygnacji z jego rąk do pracy w gospodarstwie. Wobec jednak nalegań matki i syna ustąpił.
W 1803 roku Jan Vianney podjął starania o rozpoczęcie edukacji w szkole parafialnej w Écully. Prowadzący szkołę ksiądz Karol Balley ze Zgromadzenia Kanoników Regularnych św. Augustyna początkowo nie chciał przyjmować nowego ucznia, ze względu na brak miejsc. Jednak po rozmowie z młodym Vianneym zmienił zdanie, gdyż zaimponowała mu religijność chłopca, którego poznał już wcześniej przy okazji jego pierwszej świętej komunii.
W 1806 roku Jan Maria przeprowadził się na jego plebanię w Ecully. Okazało się, że nauka francuskiej gramatyki, a zwłaszcza łaciny sprawia mu dużą trudność. Jego młodsi koledzy często się z niego naśmiewali, a on pozostawał za nimi daleko w tyle. Niekiedy nachodziła go myśl o rezygnacji z kapłaństwa, jednak wsparcie ze strony księdza Balleya, który dostrzegł w nim szczere powołanie, pozwoliło mu przetrwać ciężkie chwile.
Latem roku 1806 Vianney, za radą księdza Balleya udał się na pielgrzymkę do Lalouvesc, gdzie znajdował się grób świętego Franciszka Regisa. Odległość wynosiła około 100 kilometrów. Pielgrzymkę miał odbyć pieszo o żebraczym chlebie, gdyż taką złożył przysięgę. Jednak mieszkańcy okolic byli nieufni, biorąc go za marudera albo dezertera. Niechętnie dawali jałmużnę, często go przepędzali z domu. Do celu Vianney dotarł głodny i wyczerpany. W drodze powrotnej, którą także odbył pieszo, zgodnie z zaleceniem zakonnika który go spowiadał, płacił za żywność i nocleg oraz rozdawał jałmużny ubogim. Przykrości doznane w tej pielgrzymce pozwoliły mu przekonać się o ciężkiej doli ludzi ubogich pozbawionych przytułku.
Po powrocie z pielgrzymki, dalsza nauka szła mu lepiej. Przypisywał to wstawiennictwu św. Franciszka Regisa. 22 stycznia 1807 roku przyjął sakrament bierzmowania z rąk kardynała Józefa Fescha, biorąc za patrona Jana Chrzciciela. Odtąd podpisywał się Jan Maria Chrzciciel lub Jan Chrzciciel Maria (Jean Baptiste Marie).

### Powołanie do wojska
W 1809 roku Francja prowadziła wojnę z Hiszpanią oraz Austrią i jej sojusznikami. Cesarz Napoleon potrzebował żołnierzy. Mimo że Jan Vianney jako uczeń duchownych w diecezji Lyońskiej miał być zwolniony ze służby wojskowej, jednak przez niedopatrzenie urzędników został wraz z trzema innymi seminarzystami powołany pod broń. Reklamacje i próba znalezienia zastępcy nie powiodły się. 26 października Vianney stawił się w jednym z punktów zbornych w Lyonie. Dwa dni później trafił do szpitala wojskowego z powodu wysokiej gorączki – przeleżał tam dwa tygodnie. 12 listopada udał się wraz ze kontyngentem rekrutów w stronę granicy hiszpańskiej. Nie mogąc iść jechał na wozie. W Roanne ponownie trafił do szpitala z gorączką i zapaleniem płuc. Tam odwiedziła go rodzina. 5 stycznia 1810 roku otrzymał rozkaz by do południa dołączył do oddziału udającego się do Hiszpanii. Jednak po drodze Vianney wstąpił do kościoła, by się pomodlić. Stracił poczucie czasu i oddział wymaszerował bez niego. Oficer z biura poborowego początkowo chciał go aresztować za dezercję. Potem jednak kazał mu pieszo dogonić swój oddział. Vianney udał się w drogę, ale osłabiony przebytymi chorobami, nie zdołał dogonić oddziału stając się mimowolnie dezerterem. Schronienie znalazł w wiosce Les Noës, gdzie ukrywał się blisko rok pod przybranym nazwiskiem Hieronim Vincent. Pracował jako parobek u wdowy Klaudyny Fayot, ucząc też jej dzieci czytania i katechizmu.
Po pokoju w Schönbrunnie, Napoleon ogłosił amnestię. Vianney mógł powrócić do domu, pod warunkiem że znajdzie zastępcę w służbie wojskowej (został nim jego młodszy brat Franciszek). Niedługo po powrocie zmarła jego matka. Jej ostatnim życzeniem było, by jej syn został kapłanem.

### Dalszy ciąg drogi do kapłaństwa
W 1811 roku Jan Vianney powrócił do Écully, gdzie zamieszkał na plebanii u księdza Karola Balleya. Po upływie trzech miesięcy ksiądz Balley przedstawił go w kurii biskupiej jako kandydata do kapłaństwa. W roku 1812 wstąpił do niższego seminarium duchownego w Verriérs, rozpoczynając obowiązkowe, roczne studia filozoficzne. Licząc wtedy 26 lat był najstarszym studentem tej uczelni. Nauka filozofii sprawiała mu trudności, ale zdołał ukończyć seminarium. W 1813 roku wstąpił do wyższego seminarium w Lyonie. Nauka odbywała się tam po łacinie, co okazało się ogromnym utrudnieniem dla Vianneya, który i tak nie najlepiej sobie radził. Przełożeni, mając na względzie wielkie trudności jakie miał z nauką radzili, by opuścił seminarium. Pewnego dnia rektor oznajmił mu, że jest zmuszony wydalić go z seminarium z powodu braku postępów w nauce.
Z pomocą przyszedł mu znowu ksiądz Balley, który wstawił się za nim u władz uczelni. Dzięki wsparciu Balleya, a także z powodu znacznego braku kapłanów w archidiecezji lyońskiej, wikariusz generalny pozwolił Janowi składać egzaminy nie po łacinie, ale w języku francuskim. Pomyślnie zdane egzaminy pozwoliły Janowi na przyjęcie święceń kapłańskich. 13 sierpnia 1815 w Grenoble Jan Vianney został namaszczony na kapłana. Następnego dnia odprawił pierwszą mszę święta.

### Wikariat w Écully
Pierwsze trzy lata swojego kapłaństwa spędził jako wikary w Écully u boku swojego przyjaciela księdza Balleya. Jako wikary odznaczał się wielką gorliwością w pełnieniu obowiązków kapłańskich. Ze względu na słabe wyniki egzaminu z łaciny nie otrzymał początkowo, wraz ze święceniami kapłańskimi prawa słuchania spowiedzi – co może zdumiewać, zważywszy, że lata później otrzymał przydomek „męczennika konfesjonału”. Zamiast tego chrzcił, udzielał ślubów, oraz nauczał religii. Nie był księdzem pokazowym. Na początku swojego kapłaństwa głosił schematyczne kazania, jąkał się i często gubił wątki.
Niemniej jednak zyskał duży autorytet wśród parafian. Od pierwszych dni kapłaństwa całą swoją pensję rozdawał ubogim. Gdy dostał nowe ubrania, pościel lub buty – także je rozdawał. Prawo do spowiadania otrzymał parę miesięcy później, znów dzięki wstawiennictwu księdza Balleya u wikariusza generalnego. Vianney okazał się mądrym, uważnym, ale też surowym spowiednikiem. Często nie udzielał rozgrzeszenia osobom u których nie widział żalu za grzechy. Niekiedy sam umartwiał się za swoich penitentów. Chętnie wzywali go do siebie chorzy.
Kiedy spostrzegł, że jego przyjaciel ksiądz Balley dużo pości i umartwia się, sam również sprawił sobie włosiennicę i zaczął naśladować swojego mistrza w aktach pokutnych, a przede wszystkim w odmawianiu sobie posiłku. Na anegdotę zakrawa fakt, że pewnego razu Balley, obawiając się o zdrowie wikarego, oskarżył go przed władzą duchowna, iż w umartwieniu „przebiera miarę”. W tym samym czasie Vianney także wysłał skargę pod adresem Balleya, iż ten nadmiernie się umartwia. Obie skargi pozostały bez odpowiedzi.
Balley i Vianney byli bliskimi przyjaciółmi. Często razem odbywali pielgrzymki do Bazyliki Matki Bożej w Fourvière. Ułożyli też koronkę do Niepokalanego Poczęcia.
Ksiądz Karol Balley zmarł 17 grudnia 1817 roku. Niektórzy parafianie podjęli starania by następcą Balleya na stanowisku proboszcza został Vianney. Jednak decyzją Kurii Arcybiskupiej powołano Vianney’go na stanowisko proboszcza w Ars w departamencie Ain, gdzie właśnie zmarł na gruźlicę poprzedni proboszcz Antoni Deplace po niecałym miesiącu urzędowania.
Ubogie parafie w departamencie Ain, jako oddalone od centrali w Lyonie były bardzo zaniedbane. Z powodu braku kapłanów wiele parafii pozostało tam nieobsadzonych, albo obsadzonych księżmi, którzy w oczach władz kościelnych przedstawiali mniejszą rękojmię. Z tego też powodu wysłanie w te okolice uchodziło wśród kapłanów za dowód niełaski. Jan Vianney jednak się tym nie zrażał, lecz posłusznie przyjął nominację. Wikariusz generalny, ks. Courbon powiedział mu wtedy:
Miłość ku Bogu nie bardzo kwitnie w tej parafii; ty ją tam zaszczepisz!
Jan Vianney oświadczył wówczas, że nie ma innego życzenia i udał się w drogę. 10 lutego 1818 roku był już na miejscu.

### Jan Vianney jako proboszcz z Ars

#### Opis parafii w Ars
W archiwach diecezji znajduje się sprawozdanie z 1804 r., w którym ksiądz Jan Lecourt napisał: „Nauczanie dzieci katechizmu jest bardzo trudne, gdyż są one głupie i mało zdolne. Większość z nich różni się od zwierząt tylko tym, że są ochrzczone”. To ostatnie, mocno przesadzone zdanie, jest często przytaczane w biografiach Vianney’go, sugerującymi, że Ars w tym okresie było niemalże obszarem misyjnym zamieszkiwany przez ludzi całkowicie pozbawionych nie tylko wiary, ale i dobrych obyczajów.
Nie należy jednak zapomnieć o tym, iż parafia w Ars z okresu sprzed rewolucji francuskiej, była parafią szczerze chrześcijańską. Od 1724 roku proboszczem był tam ksiądz Franciszek Hescalle, który pozostawił w archiwach parafialnych nieco inny obraz tej społeczności. Według jego relacji parafianie byli bardzo religijni. Lubiane były tam procesje i pielgrzymki. W każdą pierwszą niedzielę miesiąca wierni odprawiali wspólnie rozmyślania o śmierci, a święto Najświętszego Serca Jezusowego (wprowadzone w diecezji lyońskiej w 1718 roku) obchodzi z wielkim nabożeństwem. Hescalle zanotował też, że wierni niemal „zmusili go” do założenia w kościele Bractwa Świętego Sakramentu. W dzień św. Jana 24 czerwca 1734 roku cała parafia z proboszczem na czele udała się z pielgrzymką do Lyonu, by zyskać jubileuszowy odpust. Po śmierci Hescalle było jeszcze dwóch proboszczów, o których nie zachowało się wiele informacji.
W styczniu 1788 roku mianowany został Stefan Saunier. W czasie rewolucji zachował się niegodnie, gdyż w 1791 roku złożył przysięgę konstytucyjną. Później i tak jednak został aresztowany przez władze rewolucyjne. Żeby ratować życie oddał swój dokument kapłański. Jakiś czas później znów pojawił się w parafii tym razem jako kupiec – spowodowało to zgorszenie wśród parafian. Kościół przemianowano na świątynie rozumu, gdzie zbierali się rewolucjoniści głosząc antyklerykalne hasła. Jeden z tych obywateli, były woźny z Trevoux został kapłanem bogini rozumu.
Kapłani wierni kościołowi katolickiemu krążyli w przebraniach po okolicy, odprawiając potajemnie msze i udzielając sakramentów w okolicznych miejscowościach. Niekiedy dorywczo przybywali do Ars. Jednak ogół ludności nic o nich nie wiedział.
Wraz z końcem prześladowania kościoła w marcu 1802 roku pojawił się w Ars misjonarz – ksiądz Jan Lecourt. Zalegalizował małżeństwa i udzielił chrztu starszym już dzieciom. Odbył z mieszkańcami też rekolekcje. W 1804 roku przybył tu ponownie jako kapłan obsługujący gminę. Wkrótce został jednak przeniesiony do Jassans i Ars zostało znów praktycznie bez kapłana. Jego obowiązki pełnił ksiądz Amat Verrier, który był równocześnie proboszczem w Misérieux, Ars, Toussieux, Sainte-Euphémie i Saint-Didier-de-Formans.
W 1806 roku parafię objął ksiądz Berger. W 1807 roku poprowadził do Trevoux osiemdziesięciu pięciu mieszkańców Ars (jedna trzecią populacji), gdzie kardynał Józef Fesch udzielił im bierzmowania. Ksiądz Berger został na własną prośbę przeniesiony do parafii Sury-le-Comtal w 1817 roku. Jego następca, ksiądz Deplace, przybył na parafię już ciężko chory i zmarł po niecałym miesiącu urzędowania.
Z chwilą przybycia Vianneya, Ars była wsią liczącą 270 mieszkańców. Od czasu rewolucji, wieś charakteryzowała się obojętnością religijną mieszkańców. Dzieci w większości nie znały katechizmu ani podstawowych modlitw. Niektóre nie umiały nawet czytać. Zaniedbywano praktyki religijne. Mieszkańcy bez skrupułów opuszczali niedzielne msze święte i wykonywali w święta prace bez potrzeby. We wsi znajdowały się aż cztery karczmy, gdzie mężczyźni – ojcowie rodzin przepijali lub przegrywali w karty całe majątki. Rozpowszechnione były przekleństwa, nieobyczajne tańce, bijatyki i rozpusta.
Była jednak w Ars pewna liczba rodzin uczęszczających regularnie na niedzielne nabożeństwa (Lassagne, Chaffangen, Verchere). Wielka religijnością odznaczała się miejscowa dziedziczka hrabina Anna Maria Kolumba Gernier des Garets, która wielokrotnie wspierała parafię finansowo. Wsparcie nowemu proboszczowi od samego początku okazywali też wójt Antoni Mandy i radca municypalny Michał Cinier.

#### Opis działalności w Ars
Jan Vianney nie zrobił początkowo dobrego wrażenia na większej części swoich parafian. Kazania wyuczone na pamięć głosił z widocznym trudem. Jednak gdy poniosły go emocje, mówił od serca, krzycząc na grzeszników łamiących Boże przykazania i strasząc karami piekielnymi. W kazaniach krytykował zwłaszcza opuszczanie niedzielnych mszy świętych, a także pijaństwo w szynkach i tańce, które także uważał za grzech. W ten sposób wrogo usposobił przeciwko sobie szynkarzy. Jego podniesiony ton nie spodobał się także innym wieśniakom, którzy zagrzewani przez oberżystów zaczęli tym bardziej bojkotować mszę. Pewnej niedzieli proboszcz, nie zastawszy części parafian w kościele, udał się do jednej z karczem, i zawołał do pijących tam wieśniaków: „Tam w kościele, Pan Bóg na próżno na was czeka”. Odpowiedzią były szyderstwa i wyzwiska. Nocami pijacy hałasowali pod oknami plebanii i obrzucali kapłana wyzwiskami.
Nawet nieliczne osoby pobożne, takie jak Katarzyna Lassagne, jego późniejsza wielbicielka i biografka, miały trudności z przyzwyczajeniem się do osoby księdza Vianney’go i do jego bezkompromisowości. Szczególnie kiedy po kilkakroć z rzędu odmawiał rozgrzeszenia osobom, które jego zdaniem nie żałowały szczerze za popełnione grzechy.
Sam Vianney w jednym ze swoich kazań mówił:
Jeśli duszpasterz nie chce się potępić na wieki, powinien bez miłosierdzia chłostać wszelkie nadużycia w parafii; powinien przy tym zdeptać nogami wzgląd ludzki i obawę przed wzgardą lub nienawiścią ze strony parafian; a choćby miał pewność, że go zabiją, skoro zejdzie z ambony – nie wolno mu ustąpić.
W tym okresie Vianney intensywnie się modlił. Według relacji Katarzyny Lassagne, łatwiej go było zastać modlącego się przed ołtarzem kościoła niż na plebanii: „Wchodził do kościoła przed jutrzenką i nie wychodził aż do wieczornej modlitwy «Anioł Pański». Tam trzeba go było szukać, jeśli się go potrzebowało”. Katarzyna Lassagne spisała też tekst jego modlitwy podsłuchanej przez jednego z wieśniaków:
[Boże mój], daj mi nawrócenie mojej parafii; gotów jestem cierpieć wszystko co zechcesz Panie, przez całe me życie!
Innym razem jeden z mieszkańców wioski zastał go w okolicznym lesie, jak ze łzami powtarzał: „Boże mój, nawróć moją parafię”.
Oprócz modlitwy, Vianney stosował też post, ascezę i umartwienia w intencji nawrócenia parafii. Odmawiał sobie wszelkich wygód. Kiedy miejscowa dziedziczka, pani Anna des Garets podarowała mu na plebanię nowe meble, zapakował je na wóz i odwiózł z powrotem do pałacu, a dziedziczkę grzecznie poprosił, żeby zamiast plebanii raczyła wyposażyć kościół. Sam spał często na gołych deskach, a wszelką jałmużnę rozdawał biedakom, albo przeznaczał na wyposażenie kościoła. Świadkowie mówią, że tak mało jadł, że fakt, iż nie umarł z głodu, był ewidentnym cudem.
Robiło to wielkie wrażenie na mieszkańcach Ars, którzy wcześniej z niczym takim się nie spotkali.
W pierwszych tygodniach swego pobytu w Ars ks. Vianney odwiedził wszystkie rodziny mieszkające w parafii. Żaden z parafian nie odmówił przyjęcia go w domu. Ksiądz Vianney z bólem serca stwierdził, że parafianie, którzy wzrastali w czasie rewolucyjnego terroru, nie mieli elementarnej znajomości podstawowych prawd wiary. To też zmotywowało go, by rozpocząć edukację, zwłaszcza wśród dzieci, których każdego dnia zwoływał odtąd do kościoła, i nauczał katechizmu. Szybko zyskał wśród dzieci duży autorytet. Dzięki jego niestrudzonej pracy, która trwała do 1845 roku (kiedy otrzymał pomocnika), dzieci z Ars były – pod kątem znajomości katechizmu – najlepsze w całej okolicy.
Powoli wierni przyzwyczaili się do swojego pasterza. W 1823 roku biskup spostrzegłszy efekty działania księdza Vianneya, erygował parafię w Ars. Dobroć księdza Vianneya, także surowość jego życia, kazania proste i płynące z serca – powoli nawracały kolejnych mieszkańców Ars. Kościół, z początku prawie pusty, zaczął się z wolna zapełniać nie tylko w niedziele i święta, ale nawet w dni powszednie. Z każdym rokiem wzrastała liczba przystępujących do sakramentów.
Dzięki staraniom proboszcza odnowiono istniejące od 1724 roku Bractwo Świętego Sakramentu, grupujące mężczyzn, którzy zobowiązali się do codziennej adoracji ukrytego w Hostii Jezusa. Równocześnie proboszcz założył Bractwo Świętego Różańca – grupujące kobiety. Wśród parafian zaczął się odradzać zwyczaj codziennej modlitwy. Przez cały okres swojego probostwa Vianney starał się rozbudowywać i upiększać swój kościół parafialny, kosztem swojej plebanii. Równocześnie zbudował Dom Opatrzności, będący przytułkiem dla ubogich dzieci.
Ponieważ nie wszyscy się jeszcze nawrócili, ksiądz Vianney wyrzucał sobie, że to z powodu jego nieudolności. Uważał, że za mało się za nich modli i za mało pokutuje. Błagał więc biskupa, by go zwolnił z obowiązków proboszcza. Kiedy jego błagania nie pomogły, postanowił uciec i skryć się w jakimś klasztorze, by nie odpowiadać za dusze innych. Biskup jednak nakazał mu powrócić. Posłuszny, uczynił to.
Nie wszyscy kapłani rozumieli niezwykły tryb życia proboszcza z Ars. Jedni czynili mu gorzkie wymówki, inni się z niego naśmiewali. Nierzadkie były też oszczerstwa i pomówienia.
Wkrótce wieści o „świętym Proboszczu z Ars” zaczęły rozchodzić się po okolicy: wieści głosiły, że ksiądz spędza długie godziny, klęcząc przed Najświętszym Sakramentem, że sypia po trzy godziny na dobę, że dzieli się swoim chlebem z ubogimi i jak nikt umie pocieszać strapionych na duchu.
W ten sposób mała wioska stała się jednym z najbardziej uczęszczanych miejsc pielgrzymkowych we Francji. Tłumy pielgrzymów napływały nawet z odległych stron. Kiedy zaś zaczęły rozchodzić się pogłoski o nadprzyrodzonych charyzmatach księdza Jana (dar czytania w sumieniach ludzkich i dar proroctwa), ciekawość wzrastała. Napływ pątników nieprzerwanie wzrastał od 1830 roku, kiedy rozeszła się wieść o cudzie pomnożenia ziarna i mąki w Domu Opatrzności. Ksiądz Jan spowiadał długimi godzinami. Miał różnych penitentów: od prostych wieśniaków po elitę Paryża. W dziesiątym roku jego posługi przybyło do Ars ok. 20 000 ludzi. W ostatnim roku swojego życia miał przy konfesjonale ich ok. 80 000. Łącznie przez 41 lat jego pobytu w tym miejscu przez Ars przewinęło się około miliona ludzi.
Cierpiąc zmęczenie, głód i choroby, nie zwalniał tempa swojej pracy. Nie tylko rozgrzeszał, ale także pomagał wzrastać do dobra. Wielokrotnie pokutował za swoich penitentów. Według osób, które znały go bliżej, oprócz naturalnych cierpień fizycznych doświadczał też cierpień nadprzyrodzonych w postaci dręczeń demonicznych.
W 1853 r. biskup przysyła mu do pomocy księży misjonarzy, aby zajmowali się pielgrzymami, których liczba dochodziła do około 10 tysięcy rocznie.
29 lipca 1859 roku ksiądz upadł, podczas próby wstania z łóżka. Zmarł 4 sierpnia 1859 roku, o drugiej w nocy. Pochowany został w krypcie wmurowanej w podłodze nawy głównej kościoła. W pogrzebie uczestniczyło tysiące pielgrzymów. Po pogrzebie rozpoczęły się pielgrzymki do jego grobu. 21 listopada 1862 roku rozpoczął się proces beatyfikacyjny na szczeblu diecezjalnym. Podczas jego trwania zanotowano 17 cudów dokonanych za wstawiennictwem Sługi Bożego Jana Vianneya. Za dowody posłużyły uzdrowienie dwójki dzieci – 12-letniej Adelajdy Joly wyleczonej z nieuleczalnego białego tumoru i 6-letniego Leonka Roussata, uleczonego z paraliżu.
Przed beatyfikacją ciało proboszcza wyjęto z grobu, okazało się prawie nienaruszone, poza twarzą, która uległa pewnemu zniszczeniu. Ciało ubrano w nowe bogate szaty, a twarz okryto maską woskową. Złożono je w oszklonym sarkofagu z brązu. 8 stycznia 1905 roku papież Pius X dokonał beatyfikacji Vianneya w bazylice św. Piotra w Rzymie. W uroczystości wzięło udział około 30 tysięcy pielgrzymów. 12 kwietnia tegoż roku papież ogłosił proboszcza patronem kapłanów Francji. 21 maja 1925 roku odbyła się kanonizacja dokonana przez Piusa XI. Dowodami świętości były ponownie dwa spośród wielu uzdrowień. W 1929 roku papież Pius XI ogłosił Vianneya patronem proboszczów na całym świecie.

## Wydarzenia nadprzyrodzone

### Intuicja i przepowiednie
Według zachowanych wspomnień oraz dokumentów kanonizacyjnych, Jan Vianney, od któregoś etapu swojego życia, posiadał dar czytania w ludzkich umysłach. Ujawniało się to szczególnie podczas spowiedzi. Często były przypadki, kiedy Vianney wypominał swoim penitentom zapomniane lub świadomie przemilczane grzechy. Zdarzało mu się wywoływać z kolejki konkretne osoby, którym proponował możliwość wcześniejszego wyspowiadania się. Potrafił również opowiedzieć szczegóły z ich życia, których nie mógł znać. Był w stanie także wyczuć brak żalu za grzechy lub brak postanowienia poprawy – w takich przypadkach odmawiał udzielenia rozgrzeszenia. Głośny był przypadek pewnej wdowy, której mąż popełnił samobójstwo skacząc z mostu. Żona, będąc osobą bardzo religijną, była pełna rozpaczy sadząc, że mąż jest potępiony. Kiedy przybyła do Ars, Vianney, który nie znał sprawy, sam podszedł do niej i oświadczył, że mąż jest zbawiony, gdyż pomiędzy skokiem, a upadkiem zdążył wzbudzić żal doskonały.
Świętemu Vianney’owi przypisywano również znajomość rzeczy przyszłych. Niekiedy zdarzało mu się przewidzieć datę czyjeś śmierci, albo inne wydarzenie, które sprawdziło się w przyszłości. Sprawiało to, że wiele osób zwracało się do niego z prośbą o poradę nad wyborem drogi życiowej. Jedną z nich była późniejsza błogosławiona Eugenia Smet, która po konsultacji z proboszczem z Ars założyła Stowarzyszenie Pomocników Świętych Dusz.
Według Emila Baumanna, autora książki Trois villes saintes, Vianney oznajmił kiedyś, że Ars w niespełna sto lat po jego śmierci powróci do tego samego stanu w jakim było gdy on tam przybył. Podobną wypowiedź zanotowała w swoich wspomnieniach Katarzyna Lassagne, której Vianney powiedział: „Ars jest jak wielkie drzewo. Zetknijcie korzeń, a drzewo padnie... Albo jeśli chcecie jak ciasto, co za bardzo wyrosło, a potem opada i mało z niego pozostaje...”. Być może słowa te były proroczą wizją laicyzacji Francji.

### Cuda
Janowi Vianney’owi przypisywano wiele cudów, które dokonały się za jego wstawiennictwem i modlitwą. Dokumentacja kanonizacyjna gromadzi wiele świadectw o niewytłumaczalnych z medycznego punktu widzenia uzdrowieniach z chorób. Sam Vianney powiedział kiedyś:
„Bóg zawsze jest wszechmocny, zawsze może czynić cuda; i istotnie czyniłby je, jak niegdyś, lecz przeszkadza mu brak wiary.”
Dzięki przypisywanym mu cudom, ciągnęli do niego ludzie z całej Francji w nadziei uleczenia. Proboszcz z Ars uważał uzdrowienia za rzecz drugorzędną, ceniąc znacznie bardziej nawrócenia z grzechu. Cuda, które dokonały się w jego obecności, po jego modlitwie, lub po jego błogosławieństwie, często przypisywał innym świętym, na przykład świętej Filomenie.

### Cierpienia duchowe
Jan Vianney prowadząc głębokie życie duchowe, przeżywał również chwile oschłości. Dręczył go też skrupulatyzm.
Oprócz tego, według słów samego proboszcza Vianneya oraz zeznań świadków, w latach 1824–1858 proboszcz z Ars doznawał serii zewnętrznych ataków ze strony złego ducha. Dręczenia te miały zdarzać się głównie nocą. Początkowo polegały na dziwnych hałasach, które utrudniały wypoczynek. Bywały przypadki, że hałasy były tak głośne, iż sąsiedzi, sądząc, że to włamywacze wdarli się na plebanię, biegli na pomoc i nikogo nie zastawali. Zdarzało się, że hałasy słyszał tylko proboszcz, a zgromadzeni wokół niego ludzie nic nie słyszeli. W późniejszym okresie były inne objawy jego działania, np. przesuwanie mebli, tajemnicze światła, rozsypujące się zboże, czy najbardziej spektakularne – podpalenie łóżka proboszcza.
Sam Vianney twierdził, że diabeł, którego nazywał Grappin, był najbardziej agresywny, kiedy do Ars mieli przybyć długoletni grzesznicy z zamiarem odbycia spowiedzi.
Jan Vianney nie był nigdy egzorcystą, jednak często przyprowadzono do niego ludzi uważanych za opętanych, by uleczył ich z tej przypadłości. Okazywał się wyjątkowo skuteczny. Jedna z opętanych kobiet w obecności świadków – wykrzyczała do proboszcza z Ars:
Ile ty mi cierpień każesz znosić!... Gdyby takich trzech było na ziemi, moje królestwo byłoby zniszczone! Ty zabrałeś mi więcej niż 80 tysięcy dusz!

### Inne zdarzenia
8 maja 1840 roku chorująca na raka Stefania Durie udała się do proboszcza z Ars w celu przekazania mu pewnej sumy pieniędzy na fundacje mszalne i zastała proboszcza rozmawiającego z Matką Bożą. Według jej relacji Matka Boża przemówiła również do niej obiecując, że wyzdrowieje, choć Stefania prosiła, by wzięła ją do nieba od razu. Po zakończeniu widzenia proboszcz oświadczył, że widzenia Matki Bożej oraz świętej Filomeny miewa często.
O szczegółach tych widzeń Jan Vianney mówił niechętnie, unikając niepotrzebnej chwały. Z kilku rozmów spisanych przez jego przyjaciół wynika, że miał też widzenia Pana Jezusa i innych świętych.
Jednym z niezwykłych charyzmatów, jakimi był obdarowany, była lewitacja, czyli unoszenie się w powietrzu podczas przeżyć mistycznych. Świadkiem jego lewitacji w Ars, podczas nocnych modłów, był Canon Gardette, kapelan karmelitów w Chalon-sur-Saone, co potwierdził pod przysięgą.

## Kult świętej Filomeny
Święta Filomena była wczesnochrześcijańską męczennicą, zamordowaną za wiarę w 302 roku. 24 maja 1802 roku w rzymskich katakumbach odkryto przypadkowo jej grobowiec. W 1805 roku jej relikwie przeniesiono do Mugnano, gdzie w ich obecności zaczęły się dziać liczne cuda (m.in. uzdrowienia).
Kult świętej dotarł do Francji w 1815 roku za sprawą zakonników bonifratrów (Bracia świętego Jana Bożego), którzy podczas kwest publicznych mieli zwyczaj śpiewania Skargi Świętej Filomeny. Przełożony zakonu, ojciec de Mongallon, znalazł gościnę w Lyonie u zamożnej rodziny Jaricot. Na prośbę ich córki, podarował im cząstkę relikwii przywiezionej z Mugnano.
W 1816 roku otrzymał ją ksiądz Vianney, który wówczas był wikariuszem w Écully. Kiedy został proboszczem w Ars, relikwie zabrał ze sobą.
W tym okresie Filomena była świętą mało znaną. Zasługą księdza Vianneya jest to, że kult świętej Filomeny rozszerzył się najpierw na okolicę, a potem na całą Francję.
Święty Jan Vianney darzył Filomenę dużą czcią. Wiele spektakularnych cudów i uzdrowień, które dokonały się w Ars za sprawą modlitwy Vianneya, sam Vianney przypisywał wstawiennictwu świętej Filomeny
„Ja cudów nie czynię! Jestem tylko biednym nieukiem, co pasał owce!... Zwróćcie się do świętej Filomeny. Ilekroć prosiłem o co Boga przez jej przyczynę, zawsze byłem wysłuchany”.
Jan Vianney ułożył do niej litanię i namawiał do modlitwy do niej. Często świadkowie słyszeli, jak podczas modlitwy, czynił świętej wyrzuty, że czyni za dużo spektakularnych uzdrowień w jego parafii, co sprawia, że ludzie wprost szturmują Ars. Proboszcz z Ars uważał uzdrowienia za rzecz drugorzędną, ceniąc znacznie bardziej nawrócenia z grzechu i o takie cuda zwykle prosił świętą.

## Stosunek do objawień w La Salette
19 września 1846 roku w miejscowości La Salette doszło do objawienia maryjnego. Matka Boża miała się ukazać dwójce dzieci: 15-letniej Melanii Calvat i 11-letniemu Maksyminowi Giraud, przekazując im swoje orędzie. Wydarzenie to spowodowało napływ do La Salette licznych pielgrzymek. Równocześnie pojawiły się głosy podające w wątpliwość prawdziwość tych objawień. Śledztwo kościelne było w toku i nie zostało jeszcze zamknięte.
Stosunek Jana Vianney’go do objawień był zmienny. Okazało się, że proboszcz z Ars posiadający dar nadprzyrodzonej intuicji w wielu sprawach, w kwestii objawień w La Salette, dość długo nie miał pewności.
Pielgrzymi wracający z La Salette, często odwiedzali Ars. Sam Vianney uwierzył początkowo w objawienia, ale czekał na wyniki śledztwa kościelnego. Niemniej jednak nie odradzał pielgrzymek do La Salette, a nawet święcił medaliki i obrazki stamtąd pochodzące. Zawiesił nawet u siebie rycinę przedstawiającą objawienie. Jego wikary, ksiądz Raymond w objawienie nie wierzył.
24 września 1850 roku do Ars przybyli trzej mężczyźni, którzy przywieźli do Ars Maksymina Girauda. Oficjalnie chcieli, by uchodzący za świętego proboszcz z Ars udzielił Maksyminowi rady co do jego powołania. Prawdopodobnie prawdziwym ich celem było wykorzystanie chłopca do agitacji politycznej. 25 września 1850 roku odbyła się rozmowa Maksymina z proboszczem z Ars. Nie znamy szczegółów tej rozmowy, jednak Vianney nabrał po niej wątpliwości do autentyczności objawień.
Ksiądz Raymond zauważył, że po rozmowie z Maksyminem, Vianney nie poświęca już medalików z La Salette i rozgłosił, iż proboszcz nie wierzy w autentyczność objawień. Sprawa nabrała rozgłosu.
Jan Vianney miał świadomość, że w tym okresie miał duże poważanie u wielu katolików, a nawet hierarchów kościelnych. Teraz wrogowie objawienia saletyńskiego powoływali się na autorytet proboszcza z Ars dowodząc nieprawdziwości objawień.
Proboszcz był tym głęboko zaniepokojony i zwierzył się kiedyś kierowniczkom Domu Opatrzności:
„Mam wyrzuty sumienia. Obawiam się czym nie uczynił czegoś przeciw Matce Boskiej”.
Jego niepokój wzrósł, gdy w 1851 roku Kościół w osobie biskupa de Bruilarda uznał objawienia za autentyczne.
Odtąd unikał rozmów o objawieniach, a na często zadawane pytania, czy w nie wierzy, odpowiadał wymijająco.
Zmieniło się to w 1858 roku, na dziesięć miesięcy przed śmiercią. Według słów księdza Toccaniera, Vianney powiedział:
„Brakowało mi sumy potrzebnej do uzupełnienia fundacji misyjnej. Pomodliłem się do Najświętszej Panny z La Salette, aby mi tej sumy udzieliła. I znalazłem całą te sumę jaka była mi potrzeba, Uważam to wydarzenie za cudowne”.
Po tym wydarzeniu, Vianney zaczął zachęcać wiernych do pielgrzymek do La Salette. A pytany wprost odpowiadał, że w nie wierzy.

## Działalność budowlana i społeczna

### Rozbudowa kościoła parafialnego
Zaraz po przybyciu do Ars, Jan Vianney przystąpił do odnowy istniejącego tam kościoła parafialnego pod wezwaniem św. Sykstusa. Początkowo odnowił spróchniały ołtarz oraz ze swojej skromnej pensji dokupił dwie figurki aniołków. Parę lat później kupił rzeźbę Ecce Homo do bocznej kaplicy poświęconej Chrystusowi. Miejscowa dziedziczka Anna des Garets ufundowała paramenty liturgiczne m.in. srebrną monstrancję wysadzaną drogimi kamieniami oraz wspaniały ornat. W późniejszym okresie także inni przedstawiciele rodu des Garet łożyli na rozbudowę i wyposażenie kościoła (m.in. jej brat Franciszek).
W 1820 roku proboszcz wzniósł nową dzwonnicę oraz boczną kaplice poświęconą Matce Bożej. W późniejszym okresie dobudowano kaplice poświęcone Janowi Chrzcicielowi (1923), Ecce homo (1833), św. Filomeny (1837) oraz świętych aniołów.
W związku z licznym napływem pielgrzymów Jan Vianney marzył by rozbudować kościół pod wezwaniem św. Filomeny – jego ulubionej świętej. Zaaprobował plan nowej świątyni, który sporządził architekt – Pierre Bossan, jednak dzieła nie zdążył ukończyć. Podjęli go jego następcy, po śmierci proboszcza, uzyskując fundusze z loterii, w której główną wygraną był klęcznik i zegarek proboszcza. Prace rozpoczęto w 1862 roku. W miejscu absydy starego kościoła wzniesiono nową zwieńczoną kopuła. W 1878 zakończono pracę, gdyż wierni nie zgodzili się na wyburzenie nawy starego kościoła, co planował architekt. W latach 1897–1910, z okazji beatyfikacji proboszcza dobudowano dwie boczne kaplice, w jednej z nich stoi sarkofag z relikwiami.

### Dom Opatrzności
W Ars w tym okresie nie było stałej szkoły, ani stałego nauczyciela. W 1823 roku ksiądz Vianney zakupił nieruchomość położoną niedaleko kościoła parafialnego. Wyłożył na to własne pieniądze otrzymane od brata Franciszka, jako cześć należnego mu spadku oraz pieniądze otrzymane od darczyńców. W 1824 roku – w budynku otwarta została bezpłatna szkoła dla dziewcząt wraz ze stancją. Wychowawczyniami były znane z pobożności – Katarzyna Lassagne i Benedykta Lardet, a po jej śmieci w 1830 roku – Maria Filliat. Wszystkie nauczycielki pracowały bez wynagrodzenia.
Szkoła cieszyła się dużym zainteresowaniem. Ponieważ Vianney nie pobierał żadnych opłat za kształcenie, zaczęły do niej ściągać także uczennice z sąsiednich miejscowości. Wkrótce ksiądz proboszcz w powstałym pensjonacie zaczął osadzać także młode dziewczęta z bardzo ubogich rodzin. W ten sposób szkołą stała się przytułkiem, który miał otrzymać nazwę Opatrzności.
Od 1827 roku zaprzestano przyjmować córek zamożnych rodziców, a przyjmowano jedynie dziewczyny biedne i opuszczone. Wkrótce ich liczba bardzo wzrosła.
Utrzymanie i wyżywienie tak wielkiej liczy podopiecznych okazało się coraz trudniejsze, zwłaszcza że ksiądz nie chciał pobierać żadnych opłat nawet od tych uczennic, które, pracując w okolicznych folwarkach, miały dochód i mogłyby płacić. Dom utrzymywał się z darów oraz jałmużny wiernych, choć zdarzały się chwile bardzo krytyczne.
W 1829 roku, zapasy zboża na plebanii wyczerpały się niemal doszczętnie. Wydawało się, że żywności zabraknie i będzie trzeba wydalić część podopiecznych. Byłaby to trudna decyzja, gdyż wiele z nich nie miało dokąd pójść. Wtedy to, według dokumentów kanonizacyjnych, strych plebanii w cudowny sposób zapełnił się zbożem. Okoliczność ta, na procesie kanonizacyjnym, potwierdzona była przez licznych świadków, zeznających pod przysięgą, w tym wychowawczynie placówki. W 1830 roku, według zeznań Marii Filliat, miało miejsce także cudowne rozmnożenie mąki.
Program nauki w Domu Opatrzności nie był obszerny. Dziewczęta, które w przyszłości miały być żonami rolników, uczono rzeczy praktycznych: robótek na drutach, szycia, prasowania itd. Vianney przykładał jednak wagę do atmosfery wiary i pobożności, jaka tam panowała.
W 1835 roku otworzono przy Domu Opatrzności nowy budynek przeznaczony na szkołę dla chłopców.
W 1847 roku zgodnie z decyzja kurii, Dom Opatrzności przeszedł pod opiekę zakonnic – Sióstr Świętego Józefa.
W 1848 roku dobudowano do niego kaplicę, gdzie do dziś trwa nieustanna adoracja Najświętszego Sakramentu.
Sierociniec istniał do 1975 roku. Obecnie w budynkach Domu Opatrzności mieszczą się dom pielgrzyma i dom rekolekcyjny.

## Nagrody i odznaczenia
Ksiądz Vianney znany był ze swojej niechęci do przyjmowania nagród za swoją działalność. Uważał, że na nic nie zasługuje, lecz wykonuje jedynie swoje obowiązki. Dodatkowo, przez swój skrupulatyzm obawiał się, że nagrody przyznane mu za życia, mogą zagrozić w przyszłości jego zbawieniu. Powiedział kiedyś: „Bóg mi powie, gdy stanę przed Nim obwieszony tymi fatałaszkami: Idź precz! Odebrałeś już swoją nagrodę”.
Kiedy biskup diecezjalny przybył do Ars, by nadać mu tytuł kanonika honorowego katedry w Belley, Vianney odmówił przyjęcia wyróżnienia.
W 15 sierpnia 1855 roku decyzją rządu cesarskiego, Jan Maria Vianney został odznaczony Legią Honorową. Kiedy dowiedział się, że wyróżnienie to nie wiąże się z żadną korzyścią finansową, którą mógłby przeznaczyć na Dom Opatrzności lub biednych – odmówił odebrania jej. Odebrał ją w jego imieniu i w tajemnicy przed nim, jego przyjaciel ksiądz Toccanier. Vianney został nią udekorowany dopiero w trumnie.

## Ikonografia
W ikonografii Jan Vianney przedstawiany jest w stroju duchownym ze stułą na szyi, często w otoczeniu dzieci.

## Charakterystyczny gest
Jan Maria Vianney miał zwyczaj całowania ziemi w każdej nowej parafii, do której przybył. Zwyczaj ten przejął od niego święty papież Jan Paweł II.

## Przekłady na polski
- Jan Maria Vianney: Kazania Proboszcza z Ars. W: Arcydzieła duchowości chrześcijańskiej. Wydawnictwo AA, 2020. ISBN 978-83-7864-123-0. Brak numerów stron w książce